# Dietrich von Keyserlingk

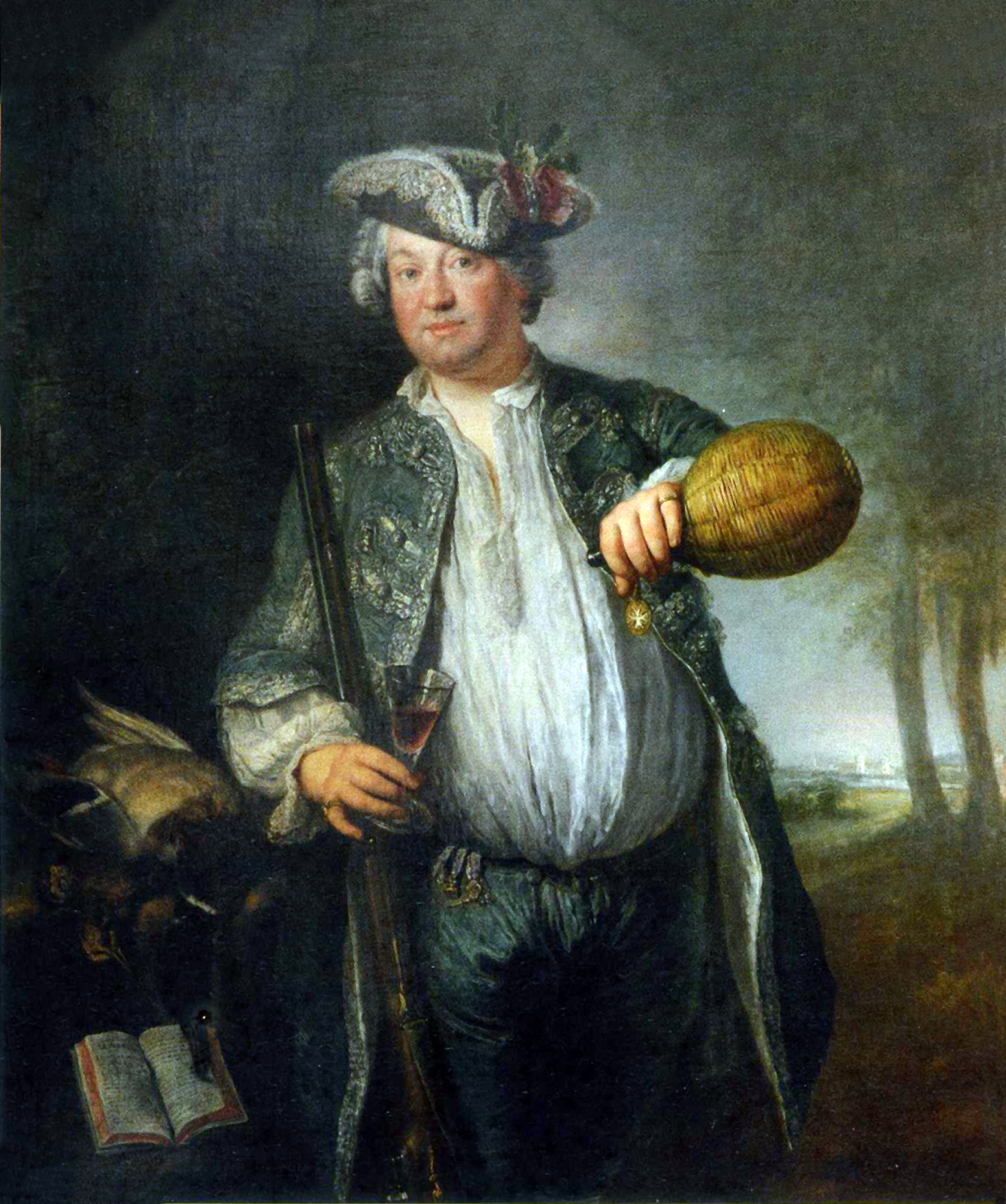
Caesarion (Dietrich von Keyserling), Ölgemälde von Antoine Pesne, 1737 oder 1738, im Hintergrund Schloss Rheinsberg; im Besitz der Sammlung Huis Doorn

Dietrich Freiherr von Keyserlingk, genannt Caesarion (* 5. Juli 1698 auf dem Gut Okten in Kurland; † 13. August 1745 in Berlin), war von 1729 bis zu seinem Tod einer der engsten Vertrauten Friedrichs des Großen.

## Leben

### Frühe Jahre
Dietrich von Keyserlingk gehörte der baltendeutschen Adelsfamilie Keyserlingk an. Sein Vater Johann Ernst von Keyserlingk war Kastellan der Komturei Goldingen in Durben, die Mutter Amalie Della Chiesa entstammte einer italienischen Adelsfamilie. 
Keyserlingk besuchte bis 1715 in Königsberg ein Gymnasium, wo er, der Reden auf Latein, Griechisch und Französisch halten konnte, als Wunderkind galt. Anschließend studierte er an der dortigen Albertus-Universität Philosophie und Mathematik. In den Jahren 1720 bis 1724 folgte die Grand Tour, die ihn über Berlin, mehrere deutsche Höfe und Holland nach Paris führte, wo er zwei Jahre blieb. Im Jahr 1724 trat Keyserlingk in den Dienst König Friedrich Wilhelms I. von Preußen. Er wurde Leutnant im Kürassierregiment „Leib-Carabiniers“ unter dem Markgrafen Albrecht Friedrich von Brandenburg-Schwedt.

### Im Kreis um den Kronprinzen
In der zweiten Hälfte der 1720er Jahre befürchtete Friedrich Wilhelm I. eine Entwicklung seines „effeminierten“ Sohnes Friedrich zum „Damoiseau“, zum „Lumpenkerl“, die in ein Desaster für die Dynastie und die preußische Monarchie münden werde. Im März 1729 setzte er an die Stelle der Erzieher Christoph Wilhelm von Kalckstein und Albrecht Konrad Finck von Finckenstein den „ernsten“ Major Friedrich Wilhelm von Rochow und den „alerten“ Leutnant Keyserlingk als ständige Begleiter des Kronprinzen. Beide sollten Friedrich ein Vorbild sein und ihn zum „Honnête-Homme“ machen. Sie sollten ihn nie aus den Augen lassen, sein Stallmeister Keyserlingk ab dem 31. Januar 1730 sogar im selben Zimmer wie Friedrich schlafen. Friedrich war von der Welt- und Sprachenkenntnis und dem Charme Keyserlingks entzückt, der den lebenshungrigen und wissensdurstigen Kronprinzen verstand und Gefallen an ihm fand. Während sich Friedrichs familiärer Konflikt zuspitzte, bahnte sich zwischen ihm und Keyserlingk ein „zärtliches Freundschaftsverhältnis“ an.
An den Geschehnissen um das gescheiterte Entweichen Friedrichs aus der väterlichen Gewalt im August 1730 war Keyserlingk nicht beteiligt und wurde auch nicht in die Folgen verwickelt. Er kehrte zu seinem Regiment zurück. Friedrich hatte unmittelbar nach seiner Begnadigung durch den Vater im November 1730 vergeblich Keyserlingks Rückkehr in seine Nähe erbeten. Nun blieben beide in Friedrichs folgender Zeit in Küstrin und Neuruppin in regem brieflichem Kontakt. Keyserlingk wurde bei den Leib-Carabiners 1732 Rittmeister und 1733 Inhaber einer Kompanie in Rathenow. 
Nachdem Friedrich im Juni 1736 das Schloss Rheinsberg als Wohnsitz übernommen hatte, gehörte Keyserlingk sofort zum Personenkreis, den er dort nach freier Wahl um sich ziehen durfte. Keyserlingk galt am „Musenhof“ als Friedrichs „innigster Freund“. Er fiel Besuchern durch sein Temperament und die Vielseitigkeit als Plauderer, Tänzer, Jäger, Sänger und Musiker auf und übersetzte einige Oden des Horaz, den Friedrich und Voltaire für den größten Dichter der Antike hielten, und The Rape of the Lock des britischen Autors Alexander Pope ins Französische. Der Kronprinz zog ihn bei der Abfassung seiner Schriften heran, mit denen er sich als französischer Autor profilieren wollte. Viele literarische Arbeiten Friedrichs hat Keyserlingk redigiert und kopiert, wobei ihm seine gelehrte Bildung und versierte Sprachenkenntnis zugutekamen. Friedrich nahm ihn als Freimaurer in seine Hofloge auf und, unter dem Namen Caesarion, in den spielerisch gegründeten „Bayard-Orden“. Der Name Caesarion war eine umgebogene Latinisierung von „Kaiserling“, den Friedrich und seine Umgebung auch später gebrauchten. Um einen persönlichen Kontakt zu Voltaire anzubahnen, sandte Friedrich Keyserlingk im Juni 1737 mit einer Einladung nach Rheinsberg und einem Porträt nach Cirey. Im Begleitschreiben teilte Friedrich mit, Caesarion habe das Unglück, „in Kurland geboren zu sein“, sei aber „der Plutarch dieses modernen Böotien“, und empfahl ihn als geistvollen und diskreten Mann, dem vollkommen zu vertrauen sei.

### Bei König Friedrich
Friedrich behielt Keyserlingk auch nach seiner Thronbesteigung in seiner unmittelbaren Nähe. Als er im Juli 1740 die für einen preußischen König erste und wichtigste Huldigungsreise ins Königreich Preußen antrat, wählte er Keyserlingk neben Francesco Algarotti und Hans Christoph Friedrich von Hacke zu einem seiner nur drei persönlichen Begleiter. Er hatte Keyserlingk zum Oberst befördert und zu seinem Generaladjutanten gemacht, zugleich aber mit diesem Posten auch Hacke betraut, einen professionell besser geeigneten Offizier, der auch in den kommenden Jahren im Unterschied zu Keyserlingk diese Funktion erwartungsgemäß voll erfüllen sollte. Keyserlingk war mit dem König ins Schloss Charlottenburg gezogen und genoss es, als Günstling des neuen Herrschers zum gesuchten Ansprechpartner fremder Diplomaten zu werden, bis Friedrich ihm sagte, er finde ihn nett und schätze ihn, „aber deine Ratschläge sind die eines Toren“. Als König ließ Friedrich keinen seiner Rheinsberger Freunde über die Rolle eines anregenden Gesellschafters und Zuarbeiters hinauswachsen. Seine Zuneigung zu Keyserlingk verlor Friedrich nicht. Als er im April 1741 bei Mollwitz in seine erste Schlacht ging, schickte er seinem Bruder August Wilhelm sein Testament. Darin nannte er bei der Aufzählung derer, „die ich in meinem Leben am meisten geliebt habe“, Keyserlingk an erster Stelle.
Keyserlingk heiratete 1742 in Charlottenburg Eleonore von Schlieben aus dem Hause Sanditten. Friedrich lieferte zur Feier des Tages den einaktigen Schwank Le singe de la mode (Der Modeaffe), eine Satire auf die Jagd nach immer neuen Moden. Im Jahr 1744 bekam das Paar die Tochter Adelheid. Friedrich nahm sie zum Patenkind und hielt sie bei der Taufe. Keyserlingk, der häufig Gichtanfälle erlitt und wegen seiner angegriffenen Gesundheit keinen Dienst mehr tat, wurde am 23. Januar 1743 Mitglied der Akademie der Wissenschaften. Während Friedrich sich im Zweiten Schlesischen Krieg befand, erkrankte Keyserlingk so schwer, dass er am 15. August 1745 starb. Friedrich, den die Nachricht im Feldlager von Semonitz in Böhmen erreichte, wurde von tiefer Trauer erfasst. Seiner langjährigen Freundin Sophie Caroline von Camas schrieb er: „Ich habe in weniger als drei Monaten meine beiden besten Freunde [Keyserlingk und Duhan] verloren, mit denen ich immer gelebt habe, und deren angenehmen Umgang und tugendhaftes Leben mir oft geholfen haben den Kummer zu besiegen und Krankheiten zu ertragen. Sie können sich denken, wie schwer es für ein Herz, so gefühlvoll als das meinige geschaffen, ist, den tiefen Schmerz zu ersticken, den dieser Verlust erregt. Ich werde mich bei meiner Rückkehr nach Berlin fast einsam im eigenen Vaterlande fühlen, und mich gleichsam vereinzelt unter meinen Penaten finden.“
Dem toten Keyserlingk widmete er noch im August 1745 die Elegie Den Manen Cäsarions. Für Keyserlingks Hinterbliebene sorgte Friedrich, indem er die Witwe zur Hofdame der Königin Elisabeth Christine machte und die Tochter Adelheid der Gräfin Camas im Schloss Schönhausen anvertraute. Adelheid heiratete später den badischen Minister Georg Ludwig von Edelsheim.